# Bisoke
A Bisoke hegy (más néven Visoke) az afrikai Nagy-hasadékvölgyben emelkedő Virunga-hegységben, Ruanda és a Kongói Demokratikus Köztársaság határán emelkedő vulkán. Magassága 3711 méter. A hegy Ruanda és a Kongói Demokratikus Köztársaság határán fekszik, de a csúcs Ruanda területére esik. A vulkán körülbelül 35 km-re északkeletre fekszik Goma városától és a szomszédos Kivu-tótól.

## Geológiája
A Bisoke vulkánt, csakúgy, mint a Virunga-hegység többi hegycsúcsát az afrikai földkéreglemezek folyamatos távolodása következtében kialakuló tektonikus mozgások hozták létre. Legutóbbi kitörése 1957-ben volt. A hegyláncban a Bisoke kráterében található a legnagyobb tó, átmérője 450 m.

## Földrajza
A hegy a ruandai Volcanoes Nemzeti Park és a kongói Virunga Nemzeti Park területén fekszik. A csúcs körüli meredek lejtőket sűrű egyenlítői esőerdők és alpesi rétek borítják. A csúcson nem marad meg a hó, de gyakran borítja köd. A Bisoke vulkán a veszélyeztetett hegyi gorilla élőhelye; A Dian Fossey által alapított Karisoke Kutatóközpont a hegy nyugati oldalán húzódó völgyben helyezkedik el.

## Turizmus
Mivel a hegy nemzeti parkok területén fekszik, tilos mindennemű fakitermelés, gazdálkodás vagy bányászat. A gorillákra és más állatokra kíváncsi turistákon kívül a hegycsúcs népszerű hely a hegymászók számára. A ruandai oldalról egy nap alatt fel lehet mászni rá; a Ruandai Turisztikai Hivatal (ORTPN) kétnapos túrákat vezet a hegyre és a szomszédos Karisimbi csúcsára, a túrák a közeli Ruhengeri városból indulnak. Az út meredek, de járható.
A helyi turizmus a környékbeli véres lázongások és főként a ruandai polgárháború (1990-1993), a ruandai népirtás (1994), az első kongói háború (1996-1997), a második kongói háború (1998-2003) és a burundi polgárháború (1993-2005) következtében hanyatlásnak indult. Ebben az időszakban a katonai műveletek és a menekültek elhelyezése ökológiai pusztítást (fairtást, orvvadászatot) eredményezett a Volcanoes Nemzeti Parkban, a Virunga Nemzeti Parkban és a környező területeken. Az utóbbi években némileg mindkét park helyzete javult, a turizmus a folytatódó konfliktusok ellenére fellendült.